# 农工商学兵代表大会
农工商学兵代表大会是1933年11月—1934年1月存在的中华共和国名义上的最高权力机关和立法机关。
1933年11月20日，李济深、陈铭枢、蒋光鼐、蔡廷锴等人以十九路军为主力，在福建福州发动“闽变”，建立中华共和国人民革命政府，并宣布最高权力机关为农工商学兵代表大会，拟采用与苏维埃相似的组织架构。由于“闽变”迅速被国民政府镇压，农工商学兵代表大会实际没有成立。